# Бруклин 9-9 (сезон 5)
Премьера пятого сезона ситкома «Бруклин 9-9» состоялась 26 сентября 2017 года на американском телеканале Fox; заключительная серия сезона вышла в эфир 20 мая 2018 года. Пятый сезон состоял из 22 эпизодов.

## Актеры и персонажи
| - Энди Сэмберг — Джейк Перальта - Стефани Беатрис — Роза Диас - Терри Крюс — Терри Джеффордс - Мелисса Фумеро — Эми Сантьяго - Джо Ло Трульо — Чарльз Бойл - Челси Перетти — Джина Линетти - Андре Брауэр — Рэймонд Холт - Дирк Блокер — Майкл Хичкок - Джоэл Маккиннон Миллер — Норман Скалли | - Джина Гершон — лейтенант Мелани Хокинс - Тим Медоуз — Калеб - Лу Даймонд Филлипс — Ромеро - Пол Адельштейн — Шеймус Мёрфи - Джейсон Мандзукас — Эдриан Пименто - Марк Ивэн Джексон — Кевин Коснер - Уинстон Стори — Билл |

### Приглашенные звезды
| - Дин Уинтерс — Кит «Стервятник» Пемброук - Брэдли Уитфорд — капитан Роджер Перальта - Кэти Сагал — Карен Перальта - Джимми Смитс — Виктор Сантьяго - Бертила Дамас — Камила Сантьяго - Дэнни Трехо — Оскар Диас - Ольга Мередис — Джулия Диас - Фред Меламед — Ди Си Парлов | - Мария Тэйер — Джин Манро - Роб Хьюбел — Лэндон Лоусон - Реджи Ли — доктор Рональд Ии - Майк Митчелл — Кайл Мёрфи - Крэйг Робинсон — Даг Джуди - Стерлинг К. Браун — Филип Дэвидсон - Эллисон Толман — капитан Оливия Кроуфорд - Дэвид Фумеро — Вин Стермли | - Дрю Тервер — офицер Гэри Дженнингс - Джей Чандрашекхар — в роли самого себя - Насим Педрад — Кэти Перальта - Реджинальд Велджонсон — в роли самого себя - Кайл Борнхеймер — сержант Тедди Уэллс - Джина Родригес — Алиша |

## Эпизоды
| № общий | № в сезоне | Название                                                    | Режиссёр            | Автор сценария                   | Дата премьеры    | Произв. код | Зрители в США (млн) |
| --- | ---------- | ----------------------------------------------------------- | ------------------- | -------------------------------- | ---------------- | ----------- | ------------------- |
| 91 | 1          | «The Big House Pt. 1» «Большой дом, ч. 1»                   | Тристрам Шапиро     | Люк Дель Тредичи                 | 26 сентября 2017 | 501         | 2,00                |
| Джейк и Роза, каждый по-своему, пытаются привыкнуть к новой для них жизни за решёткой. Джейк сближается со своим соседом по камере Калебом и, чтобы спасти свою жизнь, присоединяется к тюремной банде, возглавляемой опасным заключённым Ромеро. В женской тюрьме Роза испытывает на прочность ежедневно посещающих её капитана Холта и Терри, заставляя их выполнять разные безумные поручения. Тем временем, в участке Эмми и Чарльз делают всё возможное, чтобы оправдать своих друзей. |            |                                                             |                     |                                  |                  |             |                     |
| 92 | 2          | «The Big House Pt. 2» «Большой дом, ч. 2»                   | Майкл Макдональд    | Джастин Ноубл                    | 3 октября 2017   | 502         | 1,74                |
| Начальник тюрьмы требует от Джейка, чтобы тот узнал и доложил подробности схемы тюремной контрабанды наркотиков, которой пользуется Ромеро. Джейк оказывается между двух огней, так как Ромеро подозревает, что в его банде есть стукач, и угрожает найти и убить его. Тем временем, с Эми связывается местный мафиози и предлагает информацию, доказывающую, что лейтенант Хокинс — грязный коп, а Джейк и Роза невиновны. Однако Холт и остальные считают, что у них есть более безопасный способ освобождения друзей.                                                                                                |            |                                                             |                     |                                  |                  |             |                     |
| 93 | 3          | «Kicks» «Пинки»                                             | Эрик Эппел          | Эндрю Гест                       | 10 октября 2017  | 503         | 1,68                |
| Джейк официально возвращается в участок, но в рамках реабилитации он временно вынужден заниматься исключительно бумажной работой. Однако Джейк находит лазейку, позволяющую ему вернуться к расследованию настоящих преступлений. Единственный минус этой лазейки в том, что дать оценку готовности Джейка вернуться к активной службе должен капитан Холт. Роза начинает подозревать, что Пименто изменяет ей, и просит Эмми и Терри помочь ей выяснить это наверняка. |            |                                                             |                     |                                  |                  |             |                     |
| 94 | 4          | «HalloVeen» «Хэллоуин 5»                                    | Джейми Бэббит       | Дэн Гур                          | 17 октября 2017  | 504         | 1,69                |
| Участок 9-9 готовится к пятому хэллоуинскому ограблению. Дружеские отношения оказываются под угрозой, потому что каждый хочет выиграть и получить звание «Удивительного человека-гения». Победитель будет назван в полночь, и времени остаётся всё меньше... |            |                                                             |                     |                                  |                  |             |                     |
| 95 | 5          | «Bad Beat» «Бэдбит»                                         | Кэт Койро           | Кэрол Колб                       | 7 ноября 2017    | 505         | 1,50                |
| Чтобы поймать известного торговца оружием Дэна «Дэниэла» Вальдано, Джейку и Терри под прикрытием необходимо отправиться в подпольный игровой клуб. Однако ни один из них не умеет играть в покер, и они просят капитана Холта обучить их игре; тот с радостью соглашается, но в процессе операции выясняется, что Холт страдает игровой зависимостью. Чарльз и Эми хотят открыть бизнес по торговле уличной едой, и Бойл, не посоветовавшись со своим партнёром, покупает фургон, который являлся местом жестокого убийства. Хичкок и Скалли заключают с Розой пари о том, кто из них дольше сможет просидеть на стуле. |            |                                                             |                     |                                  |                  |             |                     |
| 96 | 6          | «The Venue» «Судебный округ»                                | Кортни Каррильо     | Мэтт Лоутон                      | 14 ноября 2017   | 506         | 1,65                |
| Джейк и Эми занимаются организацией своей грандиозной свадьбы, но на их пути возникает Стервятник, который способен испортить праздник ребят. Роза и Чарльз занимаются расследованием исчезновения лошади-офицера полиции; ситуация осложняется тем, что Бойл считает похищенного своим заклятым врагом. Холт пытается научить Терри быть менее зависимым от мнения окружающих. |            |                                                             |                     |                                  |                  |             |                     |
| 97 | 7          | «Two Turkeys» «Две индейки»                                 | Алекс Рид           | Дэвид Филлипс                    | 21 ноября 2017   | 508         | 1,66                |
| Джейк и Эми знакомят своих родителей на День Благодарения и очень хотят, чтобы те смогли подружиться, однако вскоре ситуация выходит из под контроля. Тем временем, особый праздничный пирог капитана Холта и Кевина крадут из участка, и Холт начинает собственное расследование. |            |                                                             |                     |                                  |                  |             |                     |
| 98 | 8          | «Return to Skyfire» «Возвращение "Огненного неба"»          | Линда Мендоза       | Нил Кэмпбелл                     | 28 ноября 2017   | 507         | 1,73                |
| Любимый писатель Терри, Ди Си Парлов, вновь обращается в участок с просьбой найти человека, который украл и выложил в Интернет первые главы его новой книги. Вскоре выясняется, что рукопись украли не только у Парлова, но и у него заклятого соперника Лэндона Лоусона, а Терри признаётся своему кумиру, что тоже пишет книгу. Для того чтобы раскрыть дело, Джейк, Терри и Роза под прикрытием отправляются на фантастическую конвенцию. В участке Эмми, Холт и Чарльз прослушивают курс знаменитого криминалиста доктора Ии, но длинный язык Чарльза доставляет им неприятности.                                   |            |                                                             |                     |                                  |                  |             |                     |
| 99 | 9          | «99» «99»                                                   | Пэйман Бенц         | Энди Боброу                      | 5 декабря 2017   | 509         | 1,94                |
| Вся команда участка 9-9 отправляется в Лос-Анджелес на похороны своего бывшего капитана. На поминках Холт узнаёт, что в понедельник ему назначено собеседование на должность комиссара полиции, и это работа его мечты. Однако ребята опаздывают на свой рейс, а все остальные отменяют из-за непогоды, и Джейк решает сделать всё возможное, чтобы вовремя доставить Холта на собеседование. Эми пытается стать более расслабленной и не париться по пустякам, Терри грустит из-за потерянного места в первом классе, а Чарльз узнаёт подробности личной жизни Розы.                                                   |            |                                                             |                     |                                  |                  |             |                     |
| 100 | 10         | «Game Night» «Игровой вечер»                                | Тристрам Шапиро     | Джастин Ноубл и Карли Хеллем Тош | 12 декабря 2017  | 510         | 1,81                |
| Роза просит Джейка поддержать её при важном разговоре с родителями; она хочет сообщить им о своей бисексуальности. Однако подготовленный ребятами план терпит неудачу, когда родители Розы решают, что их дочь встречается с Джейком. |            |                                                             |                     |                                  |                  |             |                     |
| 101 | 11         | «The Favor» «Услуга»                                        | Виктор Нелли Мл.    | Аиша Карр                        | 12 декабря 2017  | 511         | 1,81                |
| Шеймус Мёрфи вновь объявляется в жизни капитана Холта, чтобы потребовать от него возврата, безобидной на первый взгляд, услуги. Команде участка 9-9 необходимо выяснить истинные преступные планы Шеймуса и предотвратить их, чтобы Холт смог выполнить свою часть сделки, не нарушив закон. |            |                                                             |                     |                                  |                  |             |                     |
| 102 | 12         | «Safe House» «Безопасный дом»                               | Ниша Ганатра        | Энди Гоше                        | 18 марта 2018    | 512         | 1,92                |
| После недвусмысленной угрозы Шеймуса Мёрфи в адрес мужа Холта Кевина, капитану приходится спрятать его в безопасном убежище, приставив Джейка в качестве охранника. Команда участка 9-9 делает всё возможное, чтобы посадить Шеймуса в тюрьму и вернуть Кевина к обычной жизни. |            |                                                             |                     |                                  |                  |             |                     |
| 103 | 13         | «The Negotiation» «Ведение переговоров»                     | Линда Мендоза       | Фил Аугуста Джексон              | 25 марта 2018    | 513         | 1,83                |
| Вор драгоценностей, взявший заложников, требует, чтобы переговоры с ним вёл Джейк, и когда тот приезжает на место преступления, выясняется, что преступник — давний знакомый Перальты. Эми и Джина хотят помочь Чарльзу, открвышему бизнес по продаже уличной еды, однако сталкиваются с его деспотизмом при приготовлении блюд. Холт паникует из-за того, что член комитета по выборам нового комиссара приходит в участок и хочет поговорить о работе капитана с ... Хичкоком. |            |                                                             |                     |                                  |                  |             |                     |
| 104 | 14         | «The Box» «Коробка»                                         | Клэр Скэнлон        | Люк Дель Тредичи                 | 1 апреля 2018    | 516         | 1,78                |
| Джейк вызывает подозреваемого в жестоком убийстве на ночной допрос; Перальте необходимо заставить его сделать признание, так как прямые улики отсутствуют. Капитан Холт, узнав о допросе, решает пропустить свой поход с Кевином в оперу и остаётся с Джейком. Однако подозреваемый оказывается крепким орешком, и полицейским приходится использовать самые неоожиданные методы, чтобы заставить его говорить. |            |                                                             |                     |                                  |                  |             |                     |
| 105 | 15         | «The Puzzle Master» «Загадочник»                            | Акива Шаффер        | Лэнг Фишер                       | 8 апреля 2018    | 514         | 1,74                |
| Эми успешно сдаёт экзамен на сержанта, и Джейк хочет сделать их последнее совместное расследование незабываемым. Они берутся за дело о поджигателе, который оставляет послания любимому автору кроссвордов Эми Вину Стермли. Тем временем, Холт и Джина узнают, что главным соперником капитана в борьбе за пост комиссара полиции стала женщина, а Терри, Роза, Скалли и Хичкок спорят о том, кому из них достанется новая полицейская машина. |            |                                                             |                     |                                  |                  |             |                     |
| 106 | 16         | «NutriBoom» «НутриБум»                                      | Трент О’Доннелл     | Дэвид Филлипс                    | 15 апреля 2018   | 515         | 1,79                |
| Джейк и Чарльз понимают, что они являются членами подозрительно похожей на секту пирамиды под названием «НутриБум». Теперь друзьям нужно найти способ выйти из этой сомнительной организации, однако это оказывается не так просто. |            |                                                             |                     |                                  |                  |             |                     |
| 107 | 17         | «DFW» «Аэропорт Далласа»                                    | Джаффар Махмуд      | Джефф Топоски                    | 15 апреля 2018   | 518         | 1,48                |
| Джейк приглашает в гости свою единокровную сестру Кэти, о существовании которой он не так давно узнал от своего отца. Однако вскоре после знакомства Перальта понимает, что его сестра — ходячая катастрофа, и ему вместе с Эми необходимо найти способ как можно скорее вернуть Кэти домой, в Даллас. |            |                                                             |                     |                                  |                  |             |                     |
| 108 | 18         | «Gray Star Mutual» «Страховая компания „Грей Стар Мьютиал“» | Джовани Лампасси    | Джессика Полонски                | 22 апреля 2018   | 517         | 1,77                |
| Неизвестный сжигает дотла фургон уличной еды Чарльза, и к его удивлению страховым следователем по делу оказывается... Эдриан Пименто. Тем временем, Роза доказывает Эми, что даже хорошему полицейскому вполне нормально волноваться о выборе свадебного платья, а Джина и Терри пытаются обучить Холта искусству ведения социальных сетей. |            |                                                             |                     |                                  |                  |             |                     |
| 109 | 19         | «Bachelor/ette Party» «Мальчишник/девичник»                 | Бет Маккарти-Миллер | Карли Хеллем Тош                 | 29 апреля 2018   | 519         | 1,97                |
| Чарльз устраивает для Джейка мальчишник, который представляет собой квест из очень сложных заданий. Однако Джейк и приглашенные на вечеринку Терри и капитан Холт не хотят напрягаться и решают обмануть Бойла; после этого всё идёт наперекосяк. Тем временем на девичнике, Эми и её подруги понимают, что солистом группы, нанятой на свадьбу, является бывший парень невесты до сих пор безответно влюблённый в неё. Девушки решают сделать всё возможное, чтобы отменить выступление группы, но это оказывается не так просто.                                                                                      |            |                                                             |                     |                                  |                  |             |                     |
| 110 | 20         | «Show Me Going» «Покажи мне»                                | Мэгги Кэри          | Фил Аугуста Джексон              | 6 мая 2018       | 520         | 1,67                |
| Роза оказывается вовлечённой в операцию по обезвреживанию опасного уличного стрелка, в то время как вся остальная команда вынуждена следовать приказу и оставаться в стороне. Беспокойство за Диас приводит к тому, что Джейк решает пойти против капитана Холта, Терри испытывает паническую атаку, а Эми и Джина пытаются самостоятельно починить сломанный унитаз, находящийся на этаже, на котором работает Роза. |            |                                                             |                     |                                  |                  |             |                     |
| 111 | 21         | «White Whale» «Белый кит»                                   | Мэтью Ноделла       | Мэтт Лоутон и Кэрол Колб         | 13 мая 2018      | 521         | 1,75                |
| Эми и Роза вместе берутся за поиски вновь возникшего на горизонте опасного преступника, которому удалось сбежать от них семь лет назад. Терри помогает Джейку в организации свадьбы, а капитан Холт и его главный соперник Оливия Кроуфорд пытаются убедить друг друга отказаться от участия в выборах на пост комиссара полиции. |            |                                                             |                     |                                  |                  |             |                     |
| 112 | 22         | «Jake & Amy» «Джейк и Эми»                                  | Дэн Гур             | Дэн Гур и Люк Дель Тредичи       | 20 мая 2018      | 522         | 1,79                |
| Некий злоумышленник сообщает о бомбе, заложенной в здании, в котором должна произойти свадьба Джейка и Эми, и весь отряд во главе с Чарльзом пытаются предотвратить взрыв и спасти праздник ребят. Холт получает письмо с результатами выборов нового комиссара полиции, однако боится прочитать его и узнать свою судьбу. Тем временем, Терри всевозможными способами хочет устроить личную жизнь Розы. |            |                                                             |                     |                                  |                  |             |                     |